# Hannah Hampton
Hannah Hampton, född 16 november 2000 i Birmingham, är en engelsk fotbollsspelare.

## Karriär
Hannah Hampton inledde sin seniorkarriär i Birmingham City år 2017 och spelade för Aston Villa mellan 2021 och 2023 innan hon kontrakterades av Chelsea LFC. Hon har även representerat den engelska damlandslaget där hon debuterade år 2022. Hon ingick i det engelska lag som tog guld i EM 2022 och silver i VM 2023.